# 涂勋
涂勋（1929年—），1929年生（也有资料称1928年生）。云南省楚雄县人，曾就读昆华女子中学。1949年3月参加中国人民解放军桂滇黔边纵队（7月后为滇桂黔边纵队）第二支队。一年半内参加17次战斗。1950年出席全国战斗英雄代表会议。文革中参加八·二三派，任西畴县革命委员会副主任。揭批查中以现行反革命罪判处有期徒刑十年。